# Alpaida deborae
Alpaida deborae Levi, 1988 è un ragno appartenente alla famiglia Araneidae.

## Etimologia
Il nome della specie è in onore di Debora Smith Trail raccoglitrice degli esemplari e curatrice del Museum of Comparative Zoology dell'Università di Harvard

## Caratteristiche
L'olotipo femminile rinvenuto ha dimensioni: cefalotorace lungo 2,1mm, largo 1,5mm; il primo femore misura 1,7mm e la patella e la tibia circa 2,2mm.

## Distribuzione
La specie è stata rinvenuta nel Suriname centrale, nel Brasile e nella Guyana francese: la località surinamense è Browns Berg, nel distretto di Brokopondo.

## Tassonomia
Al 2014 non sono note sottospecie e dal 1988 non sono stati esaminati nuovi esemplari.